# Eric L. Harry
Eric L. Harry (* 2. Dezember 1958 in Ocean Springs, Mississippi) ist ein US-amerikanischer Schriftsteller und Anwalt. Bekannt wurde er als Autor von militärlastigen Politthrillern, die u. a. auch ins Deutsche übersetzt wurden und im Heyne Verlag erschienen.
Harry ist Absolvent der Marine Military Academy in Texas und studierte Russisch sowie Wirtschaftswissenschaften an der Vanderbilt University. Außerdem studierte er zeitweise in Moskau und Leningrad in der damaligen Sowjetunion. Anschließend war er als Rechtsanwalt tätig und gründete später einen Aktienfonds sowie ein Unternehmen in der Erdölbranche. Harry ist verheiratet und lebt mit seiner Frau und seinen drei Kindern in Houston und San Diego.

## Werke
- Arc Light. Simon & Schuster, New York 1994, ISBN 0-671-88048-9.
  - Gegenschlag. München 2002, ISBN 3-453-19905-7.
- Society of the Mind. 1996 ISBN 978-0-06-017694-5.
  - Außer Kontrolle. München 2003, ISBN 3-453-86984-2.
- Protect and Defend. Berkley 1997 ISBN 978-0-425-16814-1.
  - Kampfzone. München 2002, ISBN 3-453-21068-9.
- Invasion. Berkley Pub Group 2000. ISBN 0-425-17141-8.
  - Invasion. München 2002, ISBN 3-453-86435-2.
- Pandora: Outbreak. Rebel Base Books 2018,
- Pandora: Contagion. Rebel Base Books 2019.
- Pandora: Resistance. Rebel Base Books 2020.